# Pinhalzinho (São Paulo)
Pinhalzinho es un municipio brasileño del estado de São Paulo. Se localiza a una latitud 22º46'46" sur y a una longitud 46º35'26" oeste, estando a una altitud de 910 metros. Su población estimada en 2004 era de 12.296 habitantes.

## Demografía
Datos del Censo - 2000
Población total: 10.986 
- Urbana: 5.291
- Rural: 5.695
- Hombres: 5.691
- Mujeres: 5.295

Densidad demográfica (hab./km²): 70,92
Mortalidad infantil hasta 1 año (por mil): 11,523 
Expectativa de vida (años): 73,73
Tasa de fertilidad (hijos por mujer): 2,31
Tasa de alfabetización: 87,99%
Índice de Desarrollo Humano (IDH-M): 0,788
- IDH-M Salario: 0,707
- IDH-M Longevidad: 0,812
- IDH-M Educación: 0,845

(Fuente: IPEAFecha)

## Hidrografía
Pinhalzinho es cortada por el Arroyo del Pinhal, que desagua en el Río Camanducaia, en el municipio de Monte Alegre do Sul.
El municipio se inserta en la Cuenca Hidrográfica PCJ (Piracicaba, Capivari y Jundiaí), formadores del Río Tietê.
En la parte norte del municipio pasa el Río Camanducaia.

## Carreteras
- SP-8

## Administración
- Prefecto: Benedito Aparecido de Lima (2009/2012)
- Viceprefecto: Antonio Carlos Franco
- Presidente de la cámara: Irineu de Favari Junior (2009/2010)